# Dombo
Dombo (Engelse titel: Dumbo) is een Amerikaanse tekenfilm van Walt Disney Productions, die uitkwam op 23 oktober 1941. Het was de  vierde lange tekenfilm van Disney. 
Het verhaal van de film is gebaseerd op Dumbo, the Flying Elephant, een kinderboek uit 1939 van Helen Aberson en Harold Perl.
Dombo werd vooral gemaakt als poging om de teleurstellende opbrengst van de vorige film, Fantasia (1940), te compenseren. De film werd gemaakt met een klein budget, en is relatief kort voor een lange Disney-animatiefilm. Desondanks wordt Dombo gezien als een van Disneys hoogtepunten.

## Verhaal
Bij aanvang van de film brengen ooievaars jonge dieren naar hun ouders, die in een circus werken. De laatste, een babyolifantje dat is bestemd voor mevrouw Jumbo, arriveert pas de volgende dag wanneer het circus per trein op weg is naar z’n volgende locatie. Het olifantje wordt Jumbo Junior genoemd, maar als hij gigantische oren blijkt te hebben drijven de andere olifanten hier flink de spot mee. Ze geven hem zelfs de bijnaam Dombo, een samentrekking van 'dom' en zijn werkelijke naam Jumbo.
Eenmaal op locatie is Dombo met zijn enorme oren ook het mikpunt van spot door het circuspubliek. Wanneer mevrouw Jumbo haar kind verdedigt tegen een groep baldadige jongens, denkt de circusdirecteur dat ze dol is geworden en laat haar opsluiten. Dombo blijft zonder zijn moeder en verstoten door de andere olifanten achter. 
Hij krijgt onverwacht gezelschap van een muis genaamd Timmie, die zijn vriend en mentor wordt. Timmie probeert Dombo's status in het circus te verbeteren door de directeur over te halen hem tot toppunt van een act te maken. Dit mislukt gigantisch en Dombo wordt in plaats daarvan gedegradeerd tot clown. Dezelfde avond overleggen de clowns en besluiten bij de directeur opslag te eisen. Hier openen ze een fles champagne op, maar die laten ze uiteindelijk in een vat water vallen. Dezelfde avond, na een bezoekje aan Dombo’s moeder, drinken Dombo en Timothy beide van dit vat water waar dus die fles in ligt. Ze worden beide dronken en krijgen hallucinaties van roze olifanten.
De volgende ochtend worden de twee wakker in een boom. Ze hebben geen idee hoe ze daar gekomen zijn. Een groep kraaien komt met de theorie dat Dombo wellicht naar boven is gevlogen. Met hun hulp slaagt Dombo erin om opnieuw te vliegen. Met zijn nieuw verworven talent steelt Dombo de show tijdens het volgende optreden, en neemt hij op gepaste wijze wraak op de andere olifanten. Eindelijk ziet men hem als een ster, en hij wordt de topattractie van het circus.

## Stemrolverdeling
Geen van de stemacteurs werd vermeld op de aftiteling. In 1949 werd er een Nederlandse versie gemaakt. Cruys Voorbergh sprak de stem in van de kraaien en de ooievaar, Lia Dorana de stem van mevrouw Jumbo en Harry Bronk de stem van Timmie Muis.

## Achtergrond

### Productie
Nadat zowel Pinokkio als Fantasia financieel een flop waren geworden bij gebrek aan steun door de Europese en Aziatische markten, probeerde Disney met Dombo zijn studio voor faillissement te behoeden. Dick Huemer en Joe Grant kregen de taak om het scenario te schrijven. Het boek dat ze als basis gebruikten, Dumbo the Flying Elephant by Helen Aberson and Harold Pearl, telde slechts 36 pagina’s waarvan er acht volledig door plaatjes werden ingenomen. Hoe Disney ooit op het idee kwam om dit boek te gebruiken, is niet bekend.
De film ging begin 1941 in productie. Ben Sharpsteen kreeg de taak om de productie simpel en zo goedkoop mogelijk te houden. Als gevolg hiervan zijn de tekeningen in Dombo duidelijk minder gedetailleerd dan in voorgaande Disneyfilms. Voor het inkleuren van de achtergronden werd waterverf gebruikt. De gebroeders Disney vonden het echter wel nodig twee olifanten naar de studio laten komen om het gedrag en de gelaatstrekken van de dieren beter te kunnen bestuderen zodat ze realistischer konden worden getekend.
De simpele tekeningen maakten dat de tekenaars zich minder druk hoefden te maken om details, en zich meer konden focussen op hoe de personages moesten acteren in de film. Veel critici zagen Dombo als een van de beste voorbeelden van traditionele animatie.
Op 29 mei 1941 gingen veel tekenaars van Disney in staking. Enkele van deze stakende tekenaars werden in de film bespot door ze als model te gebruiken voor de clowns, die bovendien eveneens dreigen met een staking als ze geen opslag van de baas krijgen.
De film werd met slechts 64 minuten de kortste Disneyfilm ooit. RKO eiste aanvankelijk dat Disney de film langer zou maken, maar ging met tegenzin akkoord de film in zijn huidige vorm uit te brengen.

### Nummers Engelstalig
- "Look Out for Mr. Stork"
- "Casey, Jr."
- "Song of the Roustabouts"
- "Baby Mine"
- "The Clown Song"
- "Pink Elephants on Parade"
- "When I See An Elephant Fly"

### Nummers Nederlandstalig
- "Kijk uit naar de ooievaar (Look out for the stork)"
- "Casey Junior"
- "We Gaan Meteen Om Opslag Naar De Baas (We're going to the boss for a raise right now)"
- "Kindje Van Mij (Child of mine)"
- "Roze Olifanten (Pink elephants)"
- "Als ik een olifant zou zien die vloog (If I'd see an elephant that flew)"

### Reacties
Ondanks dat Dombo net als Pinokkio en Fantasia niet uitgebracht kon worden in Europa en Azië vanwege de Tweede Wereldoorlog, werd het een van de succesvolste films van Disney gedurende de jaren 40. Het was ook een van de eerste Disneyfilms die, zij het in aangepaste vorm, op tv te zien was.
Financieel was de film een opsteker voor Disney. De productie kostte 813.000 dollar, wat slechts de helft was van het budget van de allereerste lange Disney-film, Sneeuwwitje en de zeven dwergen. De opbrengst liep echter op tot 1,6 miljoen dollar bij de originele uitgave.

### Remake
In 2017 werd er aangekondigd dat er een remake wordt gemaakt, geregisseerd door Tim Burton. Deze remake is uitgekomen in maart 2019.

## Prijzen en nominaties
In 1942 won Dombo de Oscar voor beste muziek, en werd genomineerd voor een Academy Award in de categorie beste originele lied.
In 1947 won de film op het filmfestival van Cannes een prijs voor beste animatie.